# Lupinus leptophyllus
Lupinus leptophyllus är en ärtväxtart som beskrevs av Adelbert von Chamisso och Diederich Franz Leonhard von Schlechtendal. Lupinus leptophyllus ingår i släktet lupiner, och familjen ärtväxter. Inga underarter finns listade i Catalogue of Life.